# Жанна д'Альсі
Жанна Д'Альсі (фр. Jeanne d'Alcy; 20 березня 1865, Вожур — 14 жовтня 1956, Версаль) — французька акторка театру та кіно.

## Життєпис
1888 року приїхала до Парижу. Незабаром познайомилася з директором театру «Робер-Уден», Жоржем Мельєсом, знімалася в його фільмах. Пізніше, коли про Мельєса забули, одружилася з ним (1925) і допомагала йому продавати іграшки на вокзалі Монпарнас.

## Фільмографія
- 1896 — Зникнення дами в театрі Робер Уден / Escamotage d'une dame au théâtre Robert Houdin — дама
- 1896 — Замок диявола / Le manoir du diable — дама
- 1897 — Фауст і Маргарита / Faust et Marguerite
- 1898 — Пігмаліон і Галатея / Pygmalion et Galathée
- 1899 — Попелюшка / Cendrillon
- 1899 — Клеопатра / Cléopâtre — Клеопатра
- 1899 — Жанна д'Арк / Jeanne d'Arc — Жанна д'Арк
- 1902 — Подорож на Місяць / Le Voyage dans la Lune